# Rumänien i olympiska vinterspelen 1928
Rumänien deltog med 10 deltagare vid de olympiska vinterspelen 1928 i Sankt Moritz. Ingen av landets deltagare erövrade någon medalj.

## Trupp
- Bob
  - Alexandru Berlescu
  - Eugen Ștefănescu
  - Petre Petrovici
  - Tiţă Rădulescu
  - Horia Roman
  - Grigore Socolescu
  - Ion Gavăț
  - Traian Nițescu
  - Toma Petre Ghițulescu
  - Mircea Socolescu